# Harald Stenger

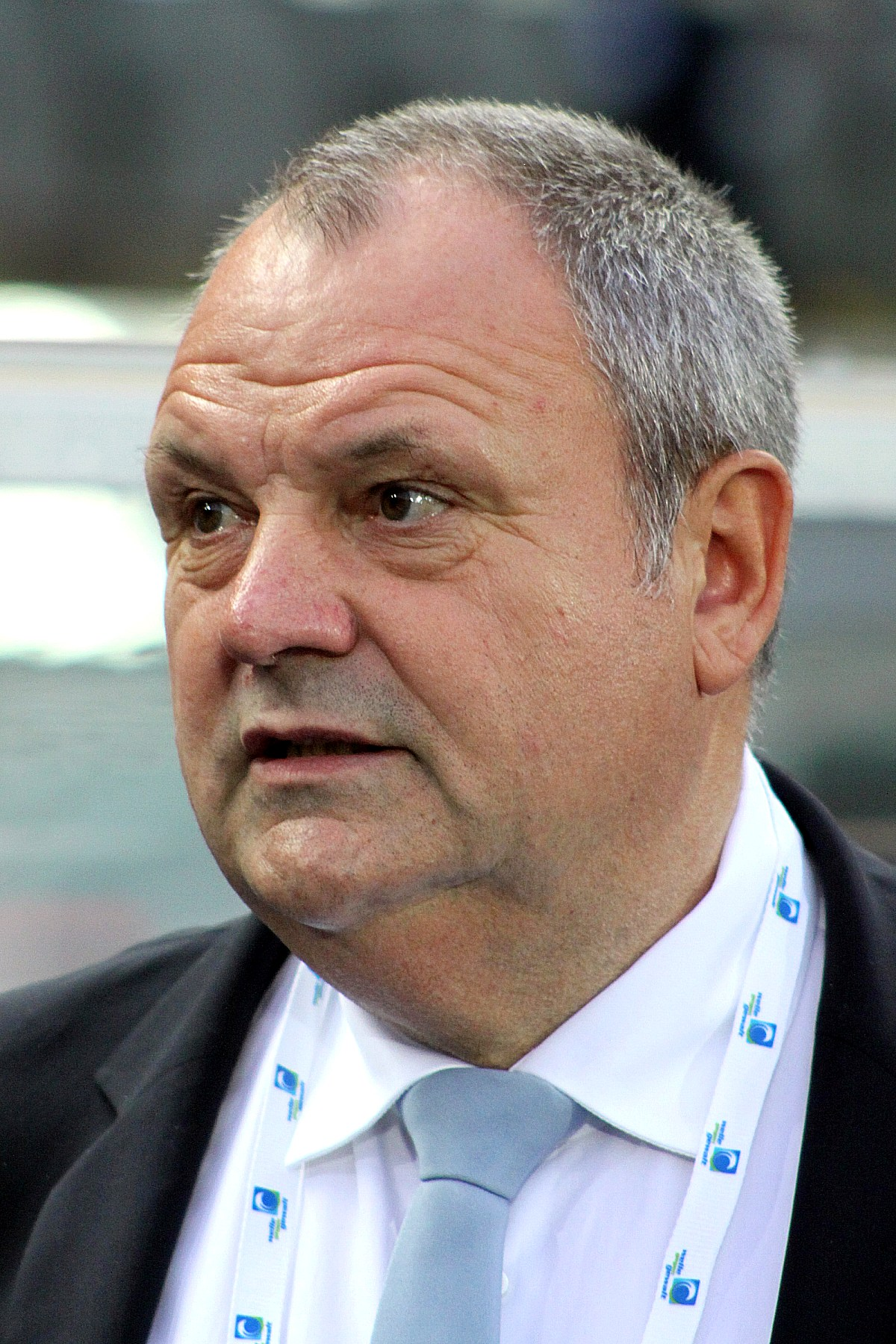
Harald Stenger am 3. Juni 2011 anlässlich des EM-Qualifikationsspiels Österreich gegen Deutschland

Harald Stenger (* 13. Februar 1951 in Frankfurt-Bornheim, Hessen) ist ein deutscher Sportjournalist und ehemaliger Pressesprecher beim Deutschen Fußball-Bund.

## Karriere
Stenger begann seine journalistische Karriere schon während seiner Schulzeit als freier Mitarbeiter in der Sportredaktion der Frankfurter Rundschau. Er berichtete mehr als drei Jahrzehnte für diese, seit 1990 als „Fußballchef“. Vor allem kümmerte er sich um die Nationalmannschaft, aber auch um Bundesliga- und Europacupspiele. Außerdem engagierte er sich über zwanzig Jahre lang ehrenamtlich in der Jugendarbeit.
Nachdem der einstige Medienchef Wolfgang Niersbach 2001 zum geschäftsführenden Vizepräsidenten und Pressechef des Organisationskomitees der Fußball-Weltmeisterschaft 2006 bestellt wurde, trat Stenger am 1. Juli 2001 seine Nachfolge an. Ursprünglich war er Direktor für Kommunikation  und damit verantwortlich für die gesamte Öffentlichkeitsarbeit beim DFB. 2010 wurde sein Kompetenzbereich auf die deutsche A-Nationalmannschaft und die Pressearbeit bei der WM 2010 beschränkt. Die Fußball-Weltmeisterschaft 2010 war die neunte WM, die Stenger begleitete, und seine dritte als  Angestellter des DFB.
Danach war er noch bis zur Europameisterschaft 2012 als Pressesprecher der Nationalmannschaft aktiv. Sein zum 31. August 2012 auslaufender Vertrag wurde vom DFB nicht verlängert. Im Oktober 2013 wurde Stenger mit dem Herbert-Award ausgezeichnet. Den Medienpreis, der an Herbert Zimmermann erinnert, den legendären Reporter des 1954er-WM-Endspiels, erhielt Stenger in der Kategorie Lebensleistung für seine Arbeit als Pressesprecher der Nationalmannschaft und DFB-Mediendirektor.
Wegen der von ihm bei Turnieren täglich geleiteten Pressekonferenzen der Nationalmannschaft wurde er von Pressevertretern gerne als „Daily Stenger“ bzw. „Daily Harry“ bezeichnet.
Stenger war von 1998 bis 2001 Vorsitzender der Schlappekicker-Aktion der Frankfurter Rundschau, die unverschuldet in Not geratene Sportler bzw. Sportvereine und -Initiativen unterstützt, die sich in besonderer Weise gesellschaftlich engagieren. Seit April 2017 ist Stenger wieder Mitglied des Schlappekicker-Vorstands und stellvertretender Vorsitzender.